# Primmerbach
Der Primmerbach ist ein 10,1 km langer und linker Nebenfluss des Irsen im rheinland-pfälzischen Eifelkreis Bitburg-Prüm.

## Geographie

### Verlauf
Der Primmerbach entspringt etwa ein Kilometer südwestlich von Heckhuscheid auf einer Höhe von 529 m ü. NHN. Die Quelle liegt im Riesterfenn am Südosthang des Dackscheidbergs (569,4 m ü. NHN) auf dem Gebiet der Ortsgemeinde Großkampenberg und etwa 1400 m südöstlich der Grenze zu Belgien.
Der Primmerbach fließt zunächst in südliche Richtung zwischen den Ortsgemeinden Großkampenberg im Westen und Kesfeld im Osten. Nach etwa fünf Kilometern, östlich von Leidenborn, schwenkt er zunächst nach Südwesten, um in einem weiten Bogen Herzfeld zu umrunden und in nordwestliche Richtung fließend auf 437 m ü. NHN in den dort von Norden kommenden Irsen zu münden.
Aus dem Höhenunterschied zwischen Ursprung und Mündung von etwa 92 Metern ergibt sich ein mittleres Sohlgefälle von 9,1 ‰.

### Einzugsgebiet und Zuflüsse
Der Primmerbach entwässert ein 16,18 km² großes Einzugsgebiet über Irsen, Our, Sauer, Mosel und Rhein zur Nordsee.
| Name                            | Lage   | Länge in km | EZG in km² | Mündungshöhe in m ü. NHN | Mündung Koordinaten          | GKZ        |
| ------------------------------- | ------ | ----------- | ---------- | ------------------------ | ---------------------------- | ---------- |
| Graben                          | links0 | 0,392       | 0,397      | 521                      | südwestlich Heckhuscheid ⊙   | 262682-120 |
| Köpfchensbach                   | links0 | 0,769       | 1,330      | 500                      | östlich von Großkampenberg ⊙ | 262682-140 |
| Kesfelder Bach, auch Kesselbach | links0 | 1,532       | 1,496      | 484                      | westlich von Kesfeld ⊙       | 262682-200 |
| Dromigtgraben                   | links0 | 0,428       | 0,628      | 479                      | südlich von Kesfeld ⊙        | 262682-920 |
| Schneidmühlgraben               | rechts | 0,561       | 0,528      | 467                      | östlich von Leidenborn ⊙     | 262682-940 |
| Hallischbach                    | links0 | 0,228       | 0,210      | 458                      | südlich von Leidenborn ⊙     | 262682-960 |
| Schwarzbach                     | links0 | 0,503       | 0,411      | 458                      | südöstlich von Herzfeld ⊙    | 262682-972 |
| Krumbach                        | links0 | 0,814       | 0,639      | 446                      | südwestlich von Herzfeld ⊙   | 262682-980 |

Anmerkungen zur Tabelle
1. ↑  Die Gewässerdaten stammen vom GeoExplorer der Wasserwirtschaftsverwaltung Rheinland-Pfalz (Hinweise), die geographischen Daten vom Kartendienst des Landschaftsinformationssystems der Naturschutzverwaltung Rheinland-Pfalz (LANIS-Karte) (Hinweise).
2. ↑  Gewässerkennzahl, in Deutschland die amtliche Fließgewässerkennziffer mit zur besseren Lesbarkeit eingefügtem Trenner hinter dem Präfix, das einheitlich für den allen gemeinsamen Vorfluter Primmerbach steht.